# Tampa (West-Australië)
Tampa is een spookdorp in de regio Goldfields-Esperance in West-Australië.
Het maakt deel uit van het lokale bestuursgebied (LGA) Shire of Menzies waarvan Menzies de hoofdplaats is.

## Geschiedenis
In de jaren 1890 werd goud in de streek gevonden. Tegen 1896 bevonden zich genoeg mensen in de streek om er een dorp te ontwikkelen. Een dorpslocatie werd opgemeten en in 1897 werd Tampa officieel gesticht. Het dorp werd vermoedelijk naar Tampa vernoemd. De naam zou Indiaans van oorsprong zijn en "er nabij" betekenen.
In 1904 stond er een vijvenzeventigtal inwoners van Tampa in het kiezersregister ingeschreven. De belangrijkste mijnactiviteiten eindigden bij het begin van de Eerste Wereldoorlog. In 1921 hadden nog vier mensen een postadres in Tampa.

## Ligging
Tampa ligt langs de 'Kookynie-Malcolm Road', 805 kilometer ten oostnoordoosten van de West-Australische hoofdstad Perth, 52 kilometer ten zuiden van het aan de Goldfields Highway gelegen Leonora en 80 kilometer ten noordoosten van Menzies.
De spoorweg tussen Kalgoorlie en Leonora loopt nabij Tampa en maakt deel uit van het goederenspoorwegnetwerk van Arc Infrastructure. Er rijden geen reizigerstreinen.

## Klimaat
Tampa kent een warm woestijnklimaat, BWh volgens de klimaatclassificatie van Köppen.